# Moserwinklbach
Der Moserwinklbach ist ein linker Nebenfluss der Metnitz im Gemeindegebiet von Friesach. 
Er entspringt westlich unterhalb des Scharfen Ecks, eines Nebengipfels der Grebenzen. Auf dem ersten Kilometer seines Laufs, im steilen Talschluss vor dem Karststock der Grebenzen, hat der Moserwinklbach ein Gefälle von etwa 30 %. Auf den nächsten etwa 2 Kilometern durchfließt er mit einem Gefälle von nur 5 % den Mooswinkel, eine breitere Talmulde mit einigen zur Ortschaft Moserwinkl gehörenden Höfen; der Name Moos deutet auf sumpfiges Gebiet hin. Daran schließen sich etwa 2 Kilometer in einem tief eingeschnittenen bewaldeten Graben an, bevor der Bach beim Schloss Staudachhof ins Metnitztal austritt und nach wenigen hundert Metern in die Metnitz mündet.